# کارولین گارسیا
 کارولین گارسیا (فرانسوی: Caroline Garcia‎؛ زاده ۱۶ اکتبر ۱۹۹۳) یک تنیس‌باز اهل فرانسه است.